# WebMethods
webMethods – amerykańskie przedsiębiorstwo IT założone w 1996 roku, a obecnie jedynie nazwa linii produktów przedsiębiorstwa Software AG, która przejęła webMethods w 2007.
Rodzina produktów webMethods realizuje pryncypia EAI/ESB, SOA, BPM, Workflow, B2B i BAM, a same przedsiębiorstwo pozycjonuje się jako niezależny dostawca rozwiązań dla biznesu.

## Historia
Przedsiębiorstwo zostało założone w 1996 roku przez urodzonego w Anglii Australijczyka Phillipa Merricka. Podczas swoich początkowych lat, firma ogłosiła bankructwo, lecz dzięki dalszemu dofinansowaniu, ponowiła działalność i zdobyła takich klientów jak Citibank, FedEx i Dell.
Dzięki partnerstwu webMethods z Microsoft w 1998 powstał XML Query Language - protoplasta XQuery. W następnym roku (1999), partnerstwo z SAP AG zaowocowało dostarczeniem rozwiązania integracyjnego dla SAP jako produkt OEM SAP Business Connector. Dzięki tym rozwiązaniom webMethods umocniło się jako dostawca kompletnego rozwiązania typu middleware z bazującymi na standardach produktami EAI, B2B i BPM.
Software AG kupiło webMethods w 2007 roku za 546 milionów USD, zapowiadając zachowanie marki webMethods jako swojej sztandarowej linii produktów. W 2009 roku wydano webMethods w wersji 8.0, rozszerzoną o produkty Software AG jak Centrasite, Tamino, EntireX, etc.

## Produkty/narzędzia
- webMethods Enterprise Application Integration - EAI
  - webMethods Integration Server - serwer integracyjny
  - Adapters - adaptery technologiczne (JDBC, JMS, EJB itp.) jak i produktowe (np. do SAP)
- webMethods Enterprise Service Bus - ESB
  - webMethods Broker - dedykowany serwer komunikatów
  - webMethods Integration Server
  - Adapters
  - EntireX - dla integracji ze starymi systemami (tzw. legacy systems)
- webMethods Business Process Management - BPM
  - webMethods BPMS
  - MyWebMethods Server
  - webMethods Composite Application Framework
- webMethods SOA Governance
  - Centrasite - SOA Governance (Enablement)
  - webMethods Insight
- webMethods B2B
  - webMethods Trading Networks
  - webMethods eStandards